# Santo Antão (Santa Maria)
Pour les articles homonymes, voir Santo Antão.
Santo Antão est un quartier de la ville brésilienne de Santa Maria, Rio Grande do Sul. Le quartier est situé dans district de Santo Antão.

## Villas
Le quartier possède les sous-quartiers suivants : Água Negra, Campestre do Divino, Caturrita, Rondinha, Santo Antão, Vila Santo Antão.